# Deutsche Fußballmeisterschaft 1906/07
Die fünfte Deutsche Fußballmeisterschaft fand vom 21. April bis zum 9. Mai 1907 statt. Mit dem Freiburger FC, der gegen Viktoria 89 Berlin in Mannheim (3:1) siegte, gewann erstmals ein süddeutscher Verein den Titel. Die Mannschaft profitierte bei ihrem größten Erfolg von ihren vielen Studenten, die sich dadurch in Freiburg aufhielten, und wurde als „Akademikerelf“ bekannt.
Es war die erste Endrunde die mit einem finanziellen Überschuss abgeschlossen wurde.

## Teilnehmer
Es qualifizierten sich in diesem Jahr nur sechs Mannschaften, zwei weniger als im Vorjahr. Titelverteidiger VfB Leipzig war in dieser Spielzeit erneut Mitteldeutscher Meister geworden, und eine Regelung, nach der in einem solchen Fall der Vizemeister nachrücken sollte, gab es damals nicht. Zum anderen ließ der DFB nach der haushohen Niederlage des märkischen Vertreters im Vorjahr nur einen Verein aus der Region Berlin-Brandenburg zu. In einem Entscheidungsspiel zwischen den Meistern der beiden rivalisierenden Regionalverbände gewann Viktoria 89 Berlin (Verband Berliner Ballspielvereine) gegen Alemannia 90 Berlin (Märkischer Fußball-Bund) mit 5:0 und sicherte sich damit die Teilnahme an der deutschen Endrunde.
| Verein                    | Qualifiziert als                                                             |
| SC Schlesien Breslau      | Meister des Südostdeutschen Fußball-Verbandes                                |
| Berliner TuFC Viktoria 89 | Meister des Verbandes Berliner Ballspielvereine                              |
| VfB Leipzig               | Meister des Verbandes Mitteldeutscher Ballspiel-Vereine und Titelverteidiger |
| FC Victoria Hamburg       | Meister des Norddeutschen Fußball-Verbandes                                  |
| Düsseldorfer FC 99        | Meister des Rheinisch-Westfälischen Spielverbandes                           |
| Freiburger FC             | Meister des Verbandes Süddeutscher Fußball-Vereine                           |

## Viertelfinale
| Datum          |                           | Ergebnis  |                      | Stadion                          |
| -------------- | ------------------------- | --------- | -------------------- | -------------------------------- |
| 21. April 1907 | Düsseldorfer FC 99        | 1:8 (1:2) | FC Victoria Hamburg  | Duisburg, DSV-Platz am Grunewald |
| 21. April 1907 | Berliner TuFC Viktoria 89 | 2:1 (1:0) | SC Schlesien Breslau | Berlin, Schebera-Sportplatz      |

Der VfB Leipzig und der Freiburger FC zogen als Vertreter der stärksten Verbände per Freilos ins Halbfinale ein.
Der Düsseldorfer FC erlebte auf neutralem Boden eine haushohe Niederlage gegen Victoria Hamburg. Dies war nach dem knappen Halbzeitstand jedoch hauptsächlich darin begründet, dass der Düsseldorfer Torhüter Harry Rapier in der 55. Minute beim Stand von 1:3 wegen Unsportlichkeit vom Platz gestellt worden war. Zur damaligen Zeit waren in der Regel noch keine Auswechslungen gestattet, so dass ein Feldspieler das Tor hüten musste. Schon in der 19. Minute hatte Gottfried Fuchs die Führung durch den Hamburger Hermann Garrn aus der 14. Minute ausgeglichen, worauf ein weiterer Treffer von Garrn in der 32. Minute folgte. Direkt nach der Halbzeit schoss Hermann Gerhardt das 1:3. Danach folgten fünf weitere Hamburger Treffer, deren Torschützen nicht bekannt sind.
Die Berliner Viktoria gewann in Berlin auf dem Platz von BFC Hertha 1892 gegen Schlesien Breslau aus dem kaum konkurrenzfähigen Südosten Deutschlands mit 2:1 denkbar knapp. Auf Otto Dumkes Führungstreffer nach 33 Minuten folgte in der zweiten Hälfte das 2:0 durch Helmut Röpnack. Die Breslauer konnten mit E. B. Wegeners Anschlusstreffer in der Schlussphase nach 78 Minuten noch näher herankommen, verloren aber dennoch das Spiel.

## Halbfinale
| Datum        |                     | Ergebnis  |                           | Stadion                                      |
| ------------ | ------------------- | --------- | ------------------------- | -------------------------------------------- |
| 9. Mai 1907  | FC Victoria Hamburg | 1:4 (1:2) | Berliner TuFC Viktoria 89 | Hamburg, HFC 88-Platz am Velodrom Rotherbaum |
| 12. Mai 1907 | Freiburger FC       | 3:2 (2:0) | VfB Leipzig               | Nürnberg, Platz an der Ziegelgasse           |

Zwischen den beiden Siegern der vorigen Runde, Victoria Hamburg und der Berliner Viktoria, kam es zwei Wochen später auf dem Platz des Hamburger FC (Vorgänger des Hamburger SV) zu einem turbulenten Spiel, das von DFB-Präsident Gottfried Hinze als Schiedsrichter geleitet wurde und in der 2. Halbzeit vor einem Spielabbruch gestanden hatte. Schon nach zehn Minuten hatte Otto Dumke mit seinem zweiten Endrundentreffer die Führung für die Berliner besorgt, nach weiteren neun Minuten stand es 2:0 durch Helmut Röpnack. Kurz vor der Pause kam die Victoria aus Hamburg mit Gerhard Klinkrad zum Anschlusstreffer. Doch nach dem Seitenwechsel folgten zwei weitere Treffer von Röpnack und Emil Reinke für die Berliner. Die Hamburger erreichten eine letztlich eindeutige Niederlage.
Dem Freiburger FC gelang drei Tage darauf eine Überraschung gegen den amtierenden Meister und dreimaligen Finalisten der letzten vier Jahre, den VfB Leipzig. Die Freiburger führten zur Pause durch zwei Tore von Philipp Burkart. In der zweiten Hälfte erzielte Georg Steinbeck den Anschlusstreffer, worauf jedoch das 3:1 durch Max Mayer folgte. Die Leipziger konnten nur noch zum erneuten Anschlusstreffer durch Leopold Richter (ein Student vom Dresdner SC) treffen. Zu diesem Erfolg verhalfen den Freiburgern u. a. der deutsch-ungarische ehemalige Torhüter von Britannia 92 Berlin Paul von Goldberger, der von seinem Studium in Berlin zurückgekehrt war, der Schweizer Nationalspieler Henri Sydler und Max Haase von BFC Hertha 92. Einige der Spieler gehörten aufgrund ihres Studiums in Freiburg dem Verein an, so dass Fritz Bodenweber noch kurz vor der Endrunde für den FC Victoria Hamburg aktiv gewesen war und eigentlich nicht für die Freiburger hätte auflaufen dürfen.

## Finale
| Freiburger FC | Freiburger FC | Berliner TuFC Viktoria 89 | Berliner TuFC Viktoria 89 |
| --- | --- | --- | ------------------------- |
| Freiburger FC | \| Sonntag, 19. Mai 1907 in Mannheim (MFG-Platz an den Brauereien) \| \| Ergebnis: 3:1 (1:1) \| \| Zuschauer: 3.000 \| \| Schiedsrichter: Bohne (Bremen) 00000Spielbericht Auch in diesem Spiel schaffte die Freiburger Studentenmannschaft, von denen einige den Verein bald wieder verlassen sollten, die nächste Überraschung gegen die starken Berliner, die den eigentlich eingeplanten Schiedsrichter Otto Eikhof von Victoria Hamburg nach dem Halbfinale gegen die Hamburger abgelehnt hatten. In einem taktisch geführten Spiel brachte Mittelstürmer Dr. Josef Glaser seine Mannschaft nach einer halben Stunde per Elfmeter in Führung. Zwei Minuten vor der Halbzeitpause folgte der Ausgleich: Schiedsrichter Bohne entschied umstrittenermaßen auf einen Elfmeter, weil Torhüter Goldberger zu lange den Ball behalten hatte,[2] und Helmut Röpnack verwandelte mit seinem vierten Endrundentor zum Ausgleich für die Berliner. In der zweiten Hälfte jedoch traf der schussfreudige[2] Torschützenkönig Philipp Burkart nach gut zehn Minuten wieder zur Führung und schoss die Freiburger in der Schlussphase mit einem erneuten Doppelpack endgültig zum Meistertitel, dem mit Abstand größten Erfolg der Vereinsgeschichte. \| | \| Sonntag, 19. Mai 1907 in Mannheim (MFG-Platz an den Brauereien) \| \| Ergebnis: 3:1 (1:1) \| \| Zuschauer: 3.000 \| \| Schiedsrichter: Bohne (Bremen) 00000Spielbericht Auch in diesem Spiel schaffte die Freiburger Studentenmannschaft, von denen einige den Verein bald wieder verlassen sollten, die nächste Überraschung gegen die starken Berliner, die den eigentlich eingeplanten Schiedsrichter Otto Eikhof von Victoria Hamburg nach dem Halbfinale gegen die Hamburger abgelehnt hatten. In einem taktisch geführten Spiel brachte Mittelstürmer Dr. Josef Glaser seine Mannschaft nach einer halben Stunde per Elfmeter in Führung. Zwei Minuten vor der Halbzeitpause folgte der Ausgleich: Schiedsrichter Bohne entschied umstrittenermaßen auf einen Elfmeter, weil Torhüter Goldberger zu lange den Ball behalten hatte,[2] und Helmut Röpnack verwandelte mit seinem vierten Endrundentor zum Ausgleich für die Berliner. In der zweiten Hälfte jedoch traf der schussfreudige[2] Torschützenkönig Philipp Burkart nach gut zehn Minuten wieder zur Führung und schoss die Freiburger in der Schlussphase mit einem erneuten Doppelpack endgültig zum Meistertitel, dem mit Abstand größten Erfolg der Vereinsgeschichte. \| | Berliner TuFC Viktoria 89 |
| Freiburger FC | Paul von Goldberger – Louis C. de Villiers, August Falschlunger – Fritz Bodenweber, Max Mayer, Felix Hunn – Max Haase, Henri Sydler, Josef Glaser, Philipp Burkart, Otto Hofherr | Paul Scranowitz – Willi Hahn, Paul Fischer – Adolf Deni, Willi Knesebeck, Paul Hunder – Paul Kralle, Otto Dumke, Emil Reinke, Helmut Röpnack, Reinhold Bock | Berliner TuFC Viktoria 89 |
| Freiburger FC | 1:0 Glaser (30., Strafstoß) 2:1 Burkart (57.) 3:1 Burkart (80.) | 1:1 Röpnack (43., Strafstoß) | Berliner TuFC Viktoria 89 |
| Sonntag, 19. Mai 1907 in Mannheim (MFG-Platz an den Brauereien) | | |                           |
| Ergebnis: 3:1 (1:1) | | |                           |
| Zuschauer: 3.000 | | |                           |
| Schiedsrichter: Bohne (Bremen) 00000Spielbericht Auch in diesem Spiel schaffte die Freiburger Studentenmannschaft, von denen einige den Verein bald wieder verlassen sollten, die nächste Überraschung gegen die starken Berliner, die den eigentlich eingeplanten Schiedsrichter Otto Eikhof von Victoria Hamburg nach dem Halbfinale gegen die Hamburger abgelehnt hatten. In einem taktisch geführten Spiel brachte Mittelstürmer Dr. Josef Glaser seine Mannschaft nach einer halben Stunde per Elfmeter in Führung. Zwei Minuten vor der Halbzeitpause folgte der Ausgleich: Schiedsrichter Bohne entschied umstrittenermaßen auf einen Elfmeter, weil Torhüter Goldberger zu lange den Ball behalten hatte, und Helmut Röpnack verwandelte mit seinem vierten Endrundentor zum Ausgleich für die Berliner. In der zweiten Hälfte jedoch traf der schussfreudige Torschützenkönig Philipp Burkart nach gut zehn Minuten wieder zur Führung und schoss die Freiburger in der Schlussphase mit einem erneuten Doppelpack endgültig zum Meistertitel, dem mit Abstand größten Erfolg der Vereinsgeschichte. | | |                           |

## Die Meistermannschaft des Freiburger FC

Meistermannschaft des Freiburger FC (v. l. n. r.): Falschlunger, Sydler, Glaser, Bodenweber, Haase, Mayer, Hunn, de Villiers, von Goldberger, Hofherr, Burkart

Nachfolgend ist die Meistermannschaft mit Einsätzen und Toren der Spieler angegeben.
| Freiburger FC | |
|               | - Tor: Paul von Goldberger (2/-) - Abwehr: August Falschlunger (2/-), Louis C. de Villiers (2/-) - Mittelfeld: Fritz Bodenweber (2/-), Felix Hunn (2/-), Max Mayer (2/1) - Angriff: Philipp Burkart (2/4), Josef Glaser (2/1), Max Haase (2/-), Otto Hofherr (2/-), Henri Sydler (2/-) - Trainer: – |

## Torschützenliste
Hinzu kommen fünf unbekannte Torschützen beim Spiel zwischen Düsseldorf und Hamburg.
| Spieler | Spieler          | Verein                    | Spiele | Tore |
| ------- | ---------------- | ------------------------- | ------ | ---- |
| 1.      | Philipp Burkart  | Freiburger FC             | 2      | 4    |
| 2.      | Helmut Röpnack   | Berliner TuFC Viktoria 89 | 3      | 4    |
| 3.      | Hermann Garrn    | FC Victoria Hamburg       | 2      | 2    |
| 4.      | Otto Dumke       | Berliner TuFC Viktoria 89 | 3      | 2    |
| 5.      | Gottfried Fuchs  | Düsseldorfer FC 99        | 1      | 1    |
| 5.      | Leopold Richter  | VfB Leipzig               | 1      | 1    |
| 5.      | Georg Steinbeck  | VfB Leipzig               | 1      | 1    |
| 5.      | E. B. Wegener    | SC Schlesien Breslau      | 1      | 1    |
| 9.      | Hermann Gerhardt | FC Victoria Hamburg       | 2      | 1    |
| 9.      | Josef Glaser     | Freiburger FC             | 2      | 1    |
| 9.      | Gerhard Klinkrad | FC Victoria Hamburg       | 2      | 1    |
| 9.      | Max Mayer        | Freiburger FC             | 2      | 1    |
| 9.      | Emil Reinke      | Berliner TuFC Viktoria 89 | 2      | 1    |